# Parque La Isleta (Cartago)
El parque La Isleta es un pulmón verde natural e insignia de la ciudad, situado a orillas del Río La Vieja, en la zona urbana del Municipio de Cartago, Valle del Cauca, Colombia.

## Ubicación
Se encuentra ubicado en el centro-norte de la ciudad, entre las calles séptima y décima, y entre carrera 3 y la ribera del río La Vieja.
Planos y vistas satelitales: 4°45′05.5″N 75°54′37.8″O / 4.751528, -75.910500
El parque es visitable por el público en general, todos los días.
Estatus: Espacio público del Municipio de Cartago.

## Geografía
El Parque de La Isleta, en Cartago, surge imponente en medio de una explanada, en pleno centro de la ciudad, por donde en el pasado, según los anales históricos, corrían las aguas del río la Vieja, formado una isleta, porque del río se desprendía un brazo y se unía aguas abajo formando una isla. Con el paso de los años el río fue perdiendo terreno, dejando una superficie plana que es la que ocupa actualmente el parque.

## Extensión
El parque comprende 5,5 hectáreas, a una altura sobre el nivel de mar de 917 metros, y bañado sobre el costado norte por el río La Vieja. 

## Clima
Predomina el piso tropical con temperatura promedio 25 °C, humedad relativa del 75%..

## Características
Es el parque más grande de la ciudad, en donde se mezclan iguanas, ardillas, pájaros, un complejo deportivo que incluye el Patinódromo, el Coliseo Cubierto La Isleta, el Escenario de Levantamiento de Pesas Carmenza Delgado,  el Club del Río con una piscina semiolímpica, un gimnasio público y pista para fiestas bailables en sus instalaciones, una pista de bicicrós, juegos infantiles, canchas múltiples, una concha acústica, un kiosco de la retreta para reuniones, bancos/bancas y el río.Un circuito de alameda va paralelo a la margen del río; el parque está separado del río por barandillas y un camino pavimentado, y las garzas revolotean entre una ribera y la otra, del río.
El parque presenta una vegetación  cobertura típica de bosque seco tropical en forma de relictos de vegetación con herbácea y arbórea; conformada principalmente por samanes del siglo pasado, al igual que otras especies como el caucho, la ceiba, el carbonero, el gualanday y las palmeras. Los jardines y los prados a base de grama están matizados con achiras de todos los colores, pensamientos, y arbustos de varias especies.
El sistema hídrico del parque lo conforma el río La Vieja. Este río es después del  río Cauca, el más caudaloso del Norte del Valle del Cauca.
El parque contiene además un Monumento al Mariscal Robledo fundador de la ciudad en 1540, un Monumento al Sol, una réplica del Puente de Boyacá y la Plazoleta La Vieja, en honor a una leyenda.
El monumento al Mariscal Robledo fue levantado en 1960, representa la imagen del Mariscal, al lado derecho del monumento se encuentra la española María de Carvajal que fue su esposa, al lado izquierdo se encuentra una imagen de una indígena hija del cacique de la región y en el lado posterior se localiza el Escudo de Armas de Robledo.

## Galería de imágenes

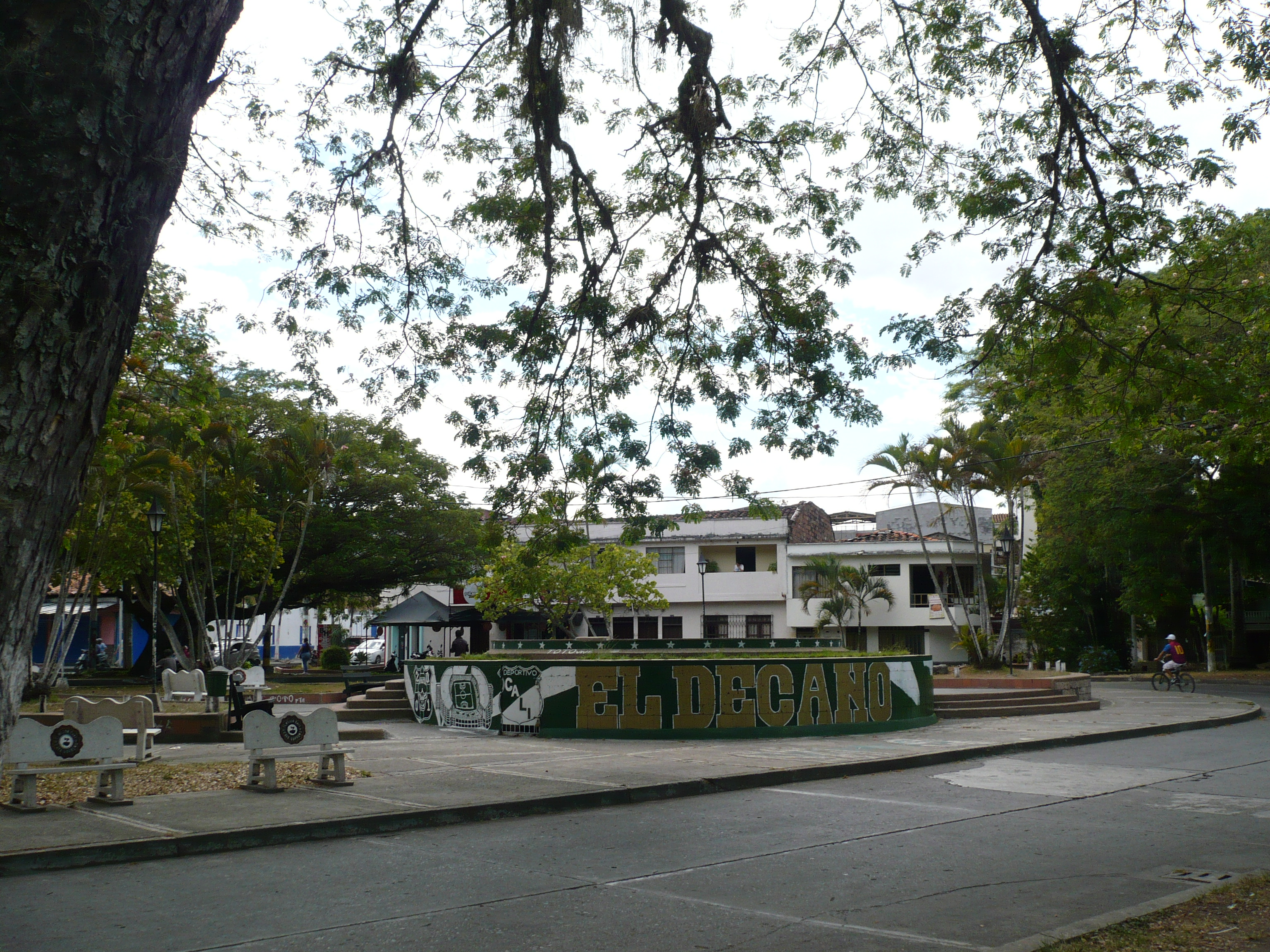
Plazoleta La Vieja en el parque.
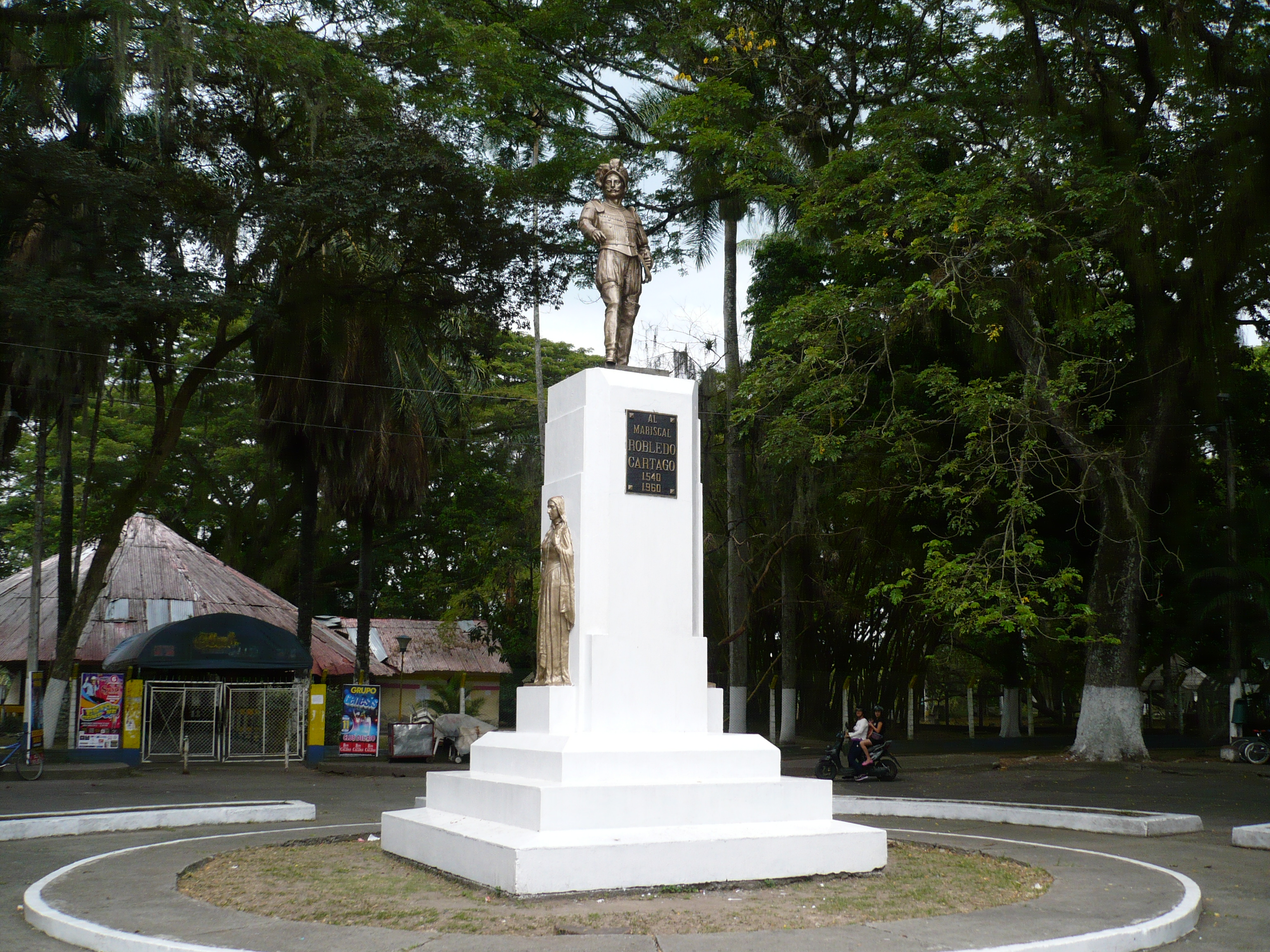
Monumento al Mariscal Robledo en el parque.
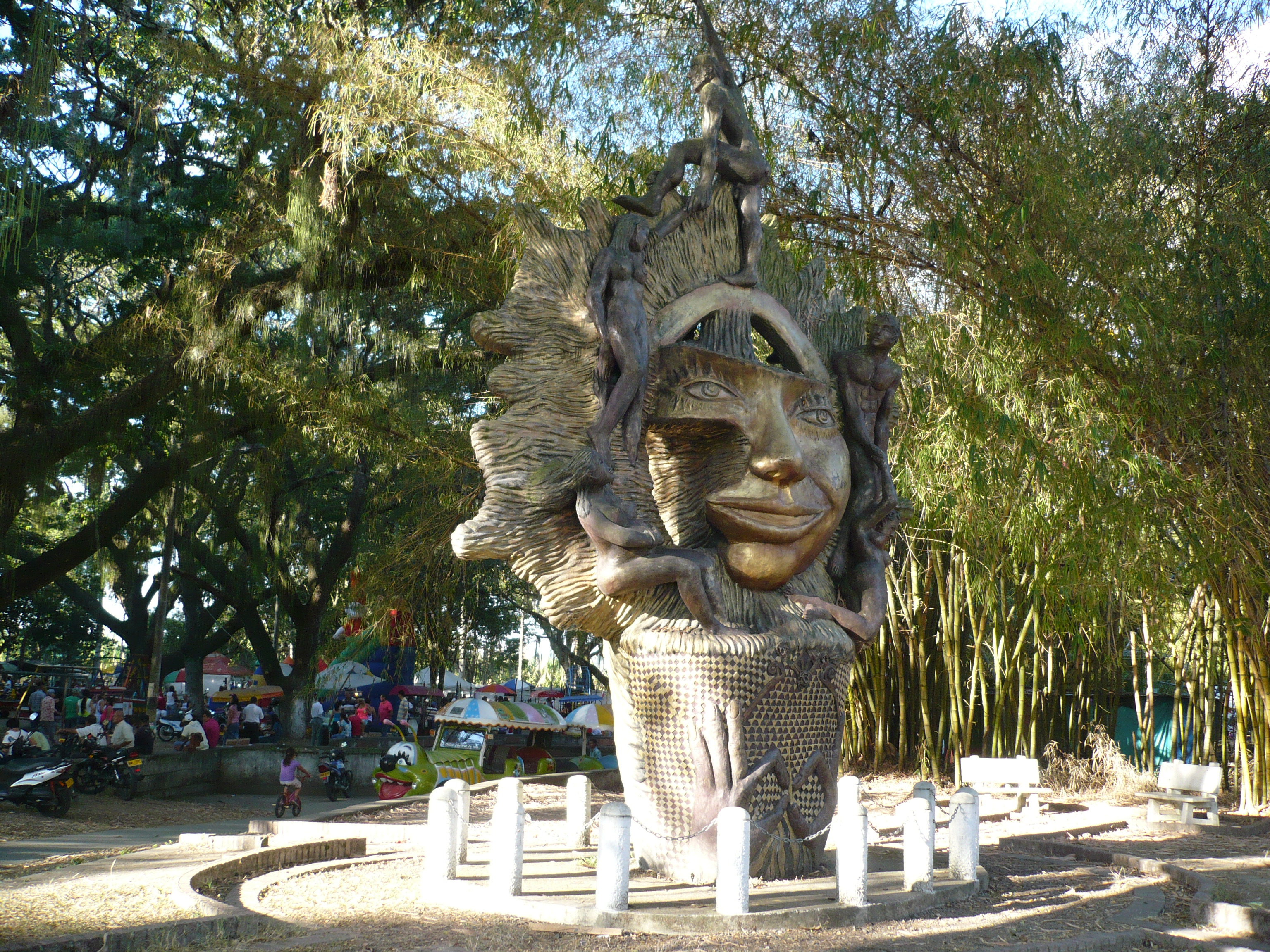
Monumento al Sol en el parque.
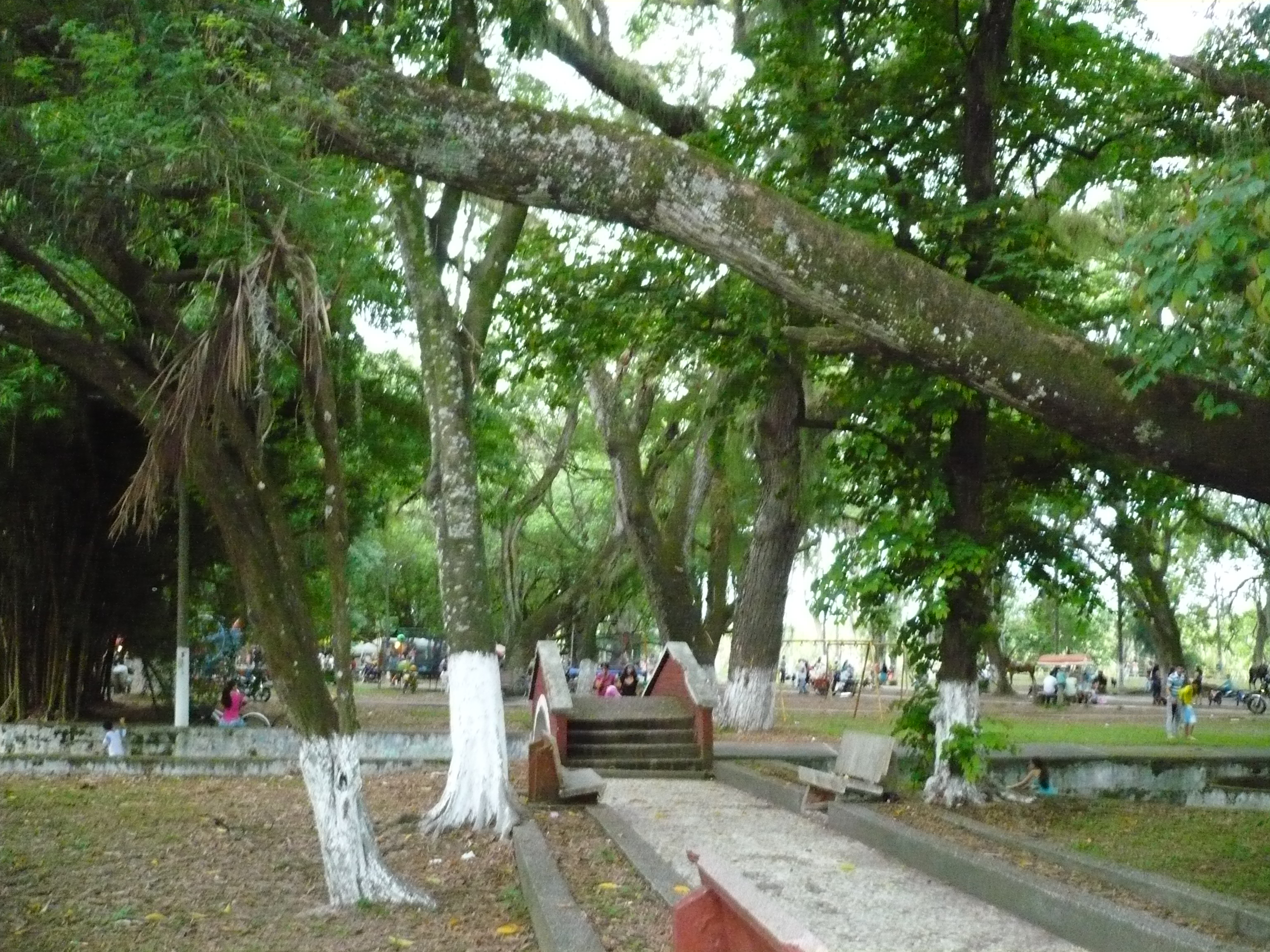
Réplica del Puente de Boyacá en el parque.
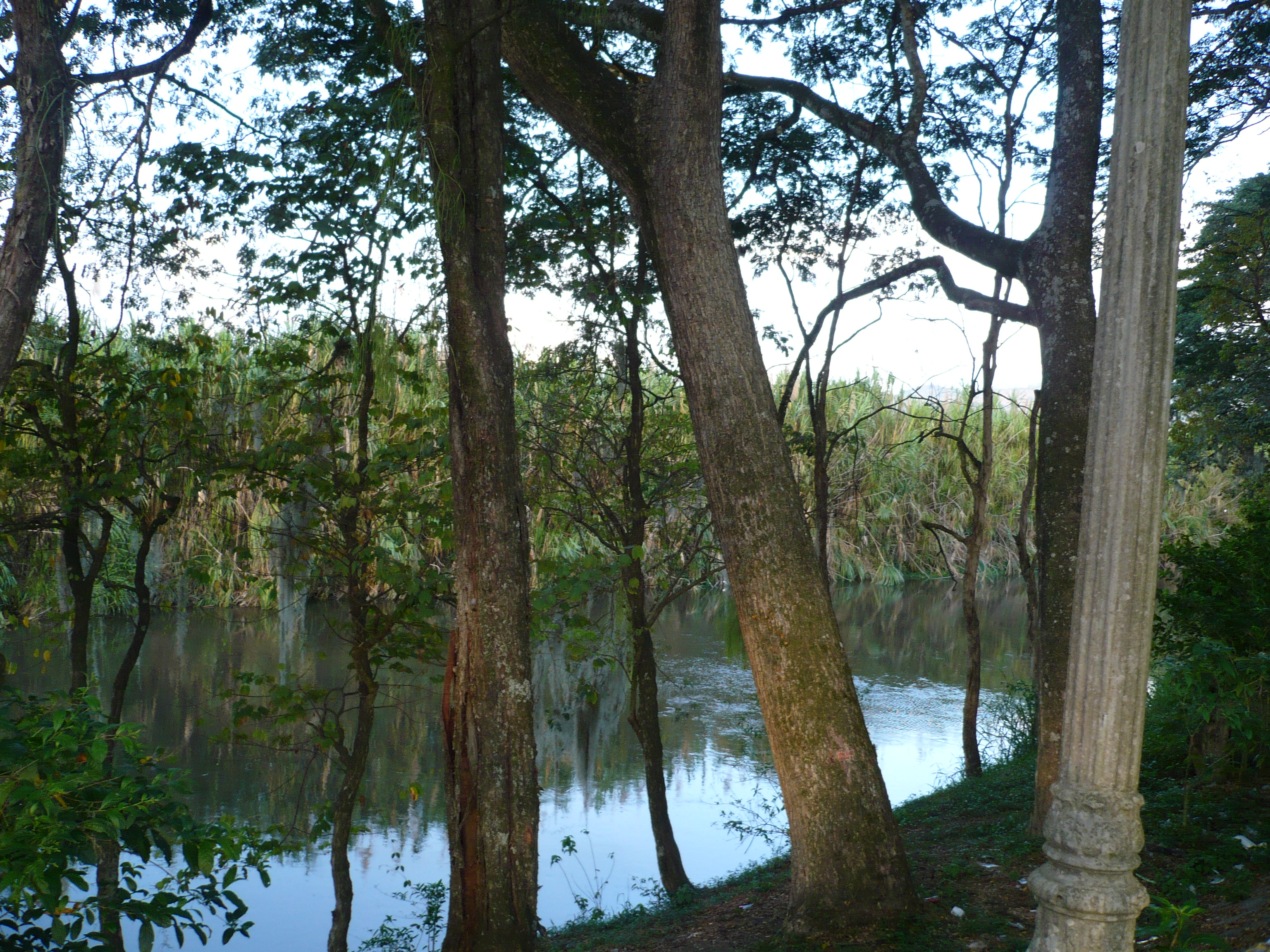
El Parque La Isleta y el río La Vieja.
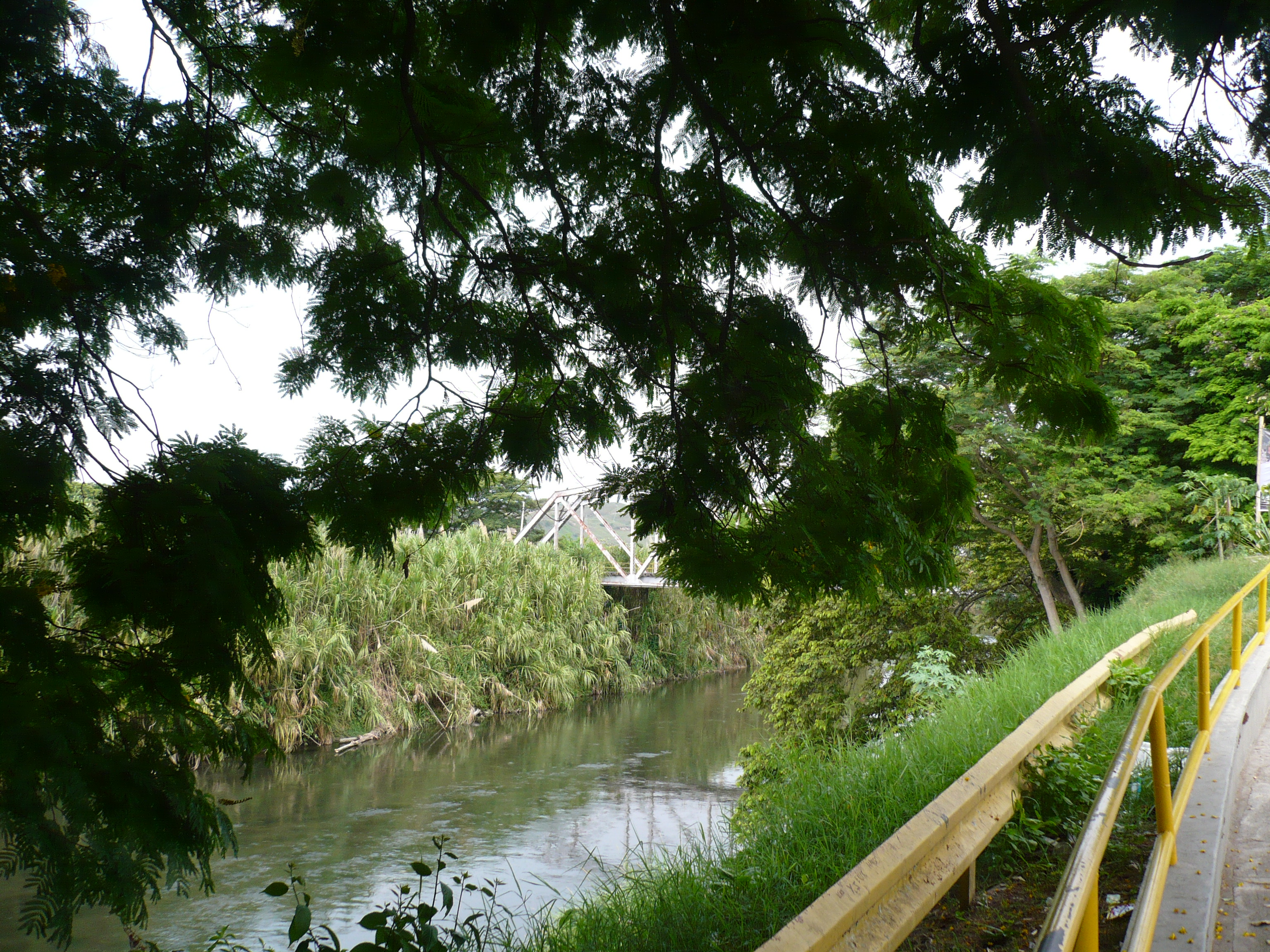
Río La Vieja. Cra 3 con Cl 6, al fondo Puente La Máquina (Vía férrea).
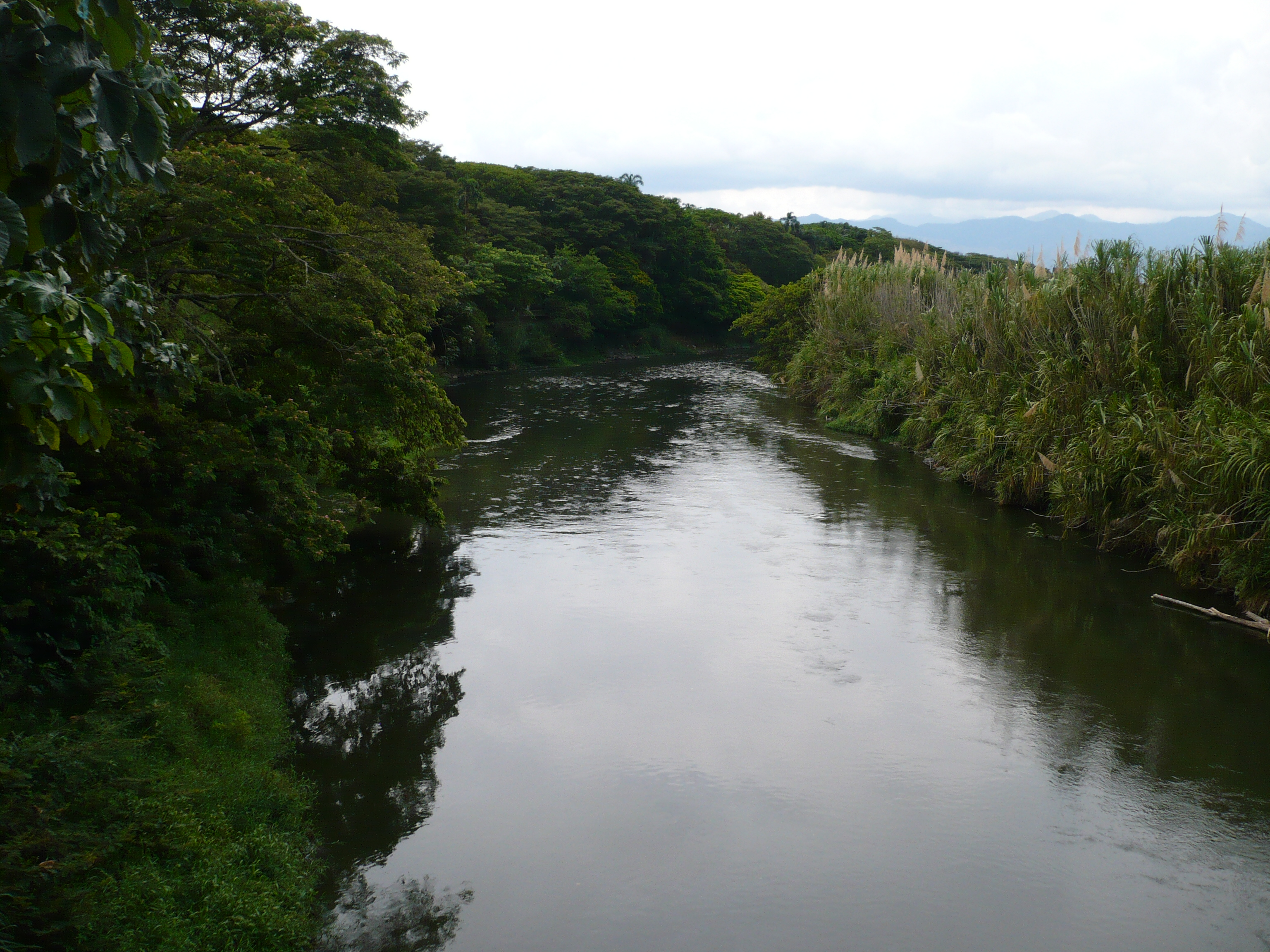
Río La Vieja visto al oeste del Puente La Máquina.